# Berliner Bankenviertel

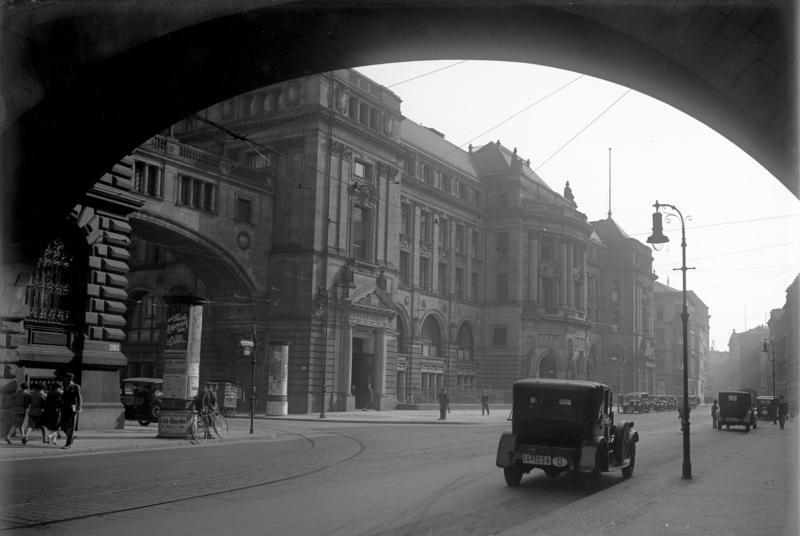
Direktions-Gebäude der Deutschen Bank in der Mauerstraße in Berlin-Mitte, 1929

Als Berliner Bankenviertel bezeichnete man einen Teil in der historischen Mitte von Berlin, in dem sich die Zentralen und Firmensitze vieler deutscher Banken und Vermögensgesellschaften konzentrierten. Das Kerngebiet war die nördliche Friedrichstadt, die sich im Gebiet Jägerstraße/Unter den Linden befindet. Historisch gesehen bezog sich der Begriff auf das Gebiet von der Berliner Börse am Hackeschen Markt, der Reichsbank am Hausvogteiplatz bis zur Wilhelmstraße.
In diesem Bereich befanden sich zeitweilig mehr als 100 Bankhäuser und deren Filialen, das Finanzzentrum Deutschlands bis 1945. Durch Kriegshandlungen stark beschädigt, wurde es nach 1945 nur teilweise wieder aufgebaut. Während hier in der DDR bis 1990 lediglich die Staatsbank der DDR und die Außenhandelsbank der DDR ihren Sitz hatten, siedelten sich nach der deutschen Wiedervereinigung zahlreiche Banken neu an bzw. kehrten an ihren alten Standort mit Vertretungen zurück.

## Banken bis 1933
Hier befanden sich die Gebäude von:

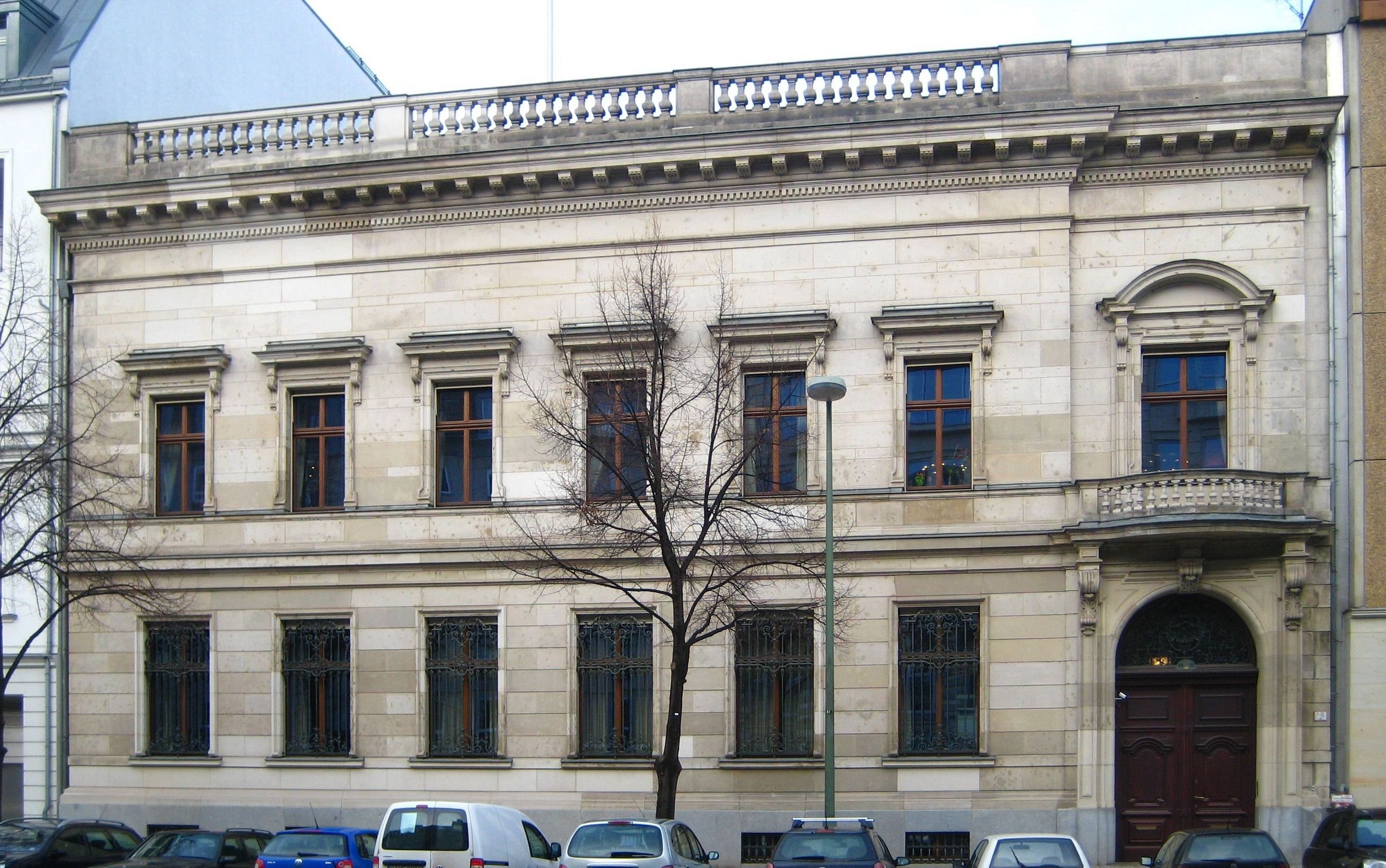
Bankhaus Mendelssohn & Co, Jägerstraße 49/50

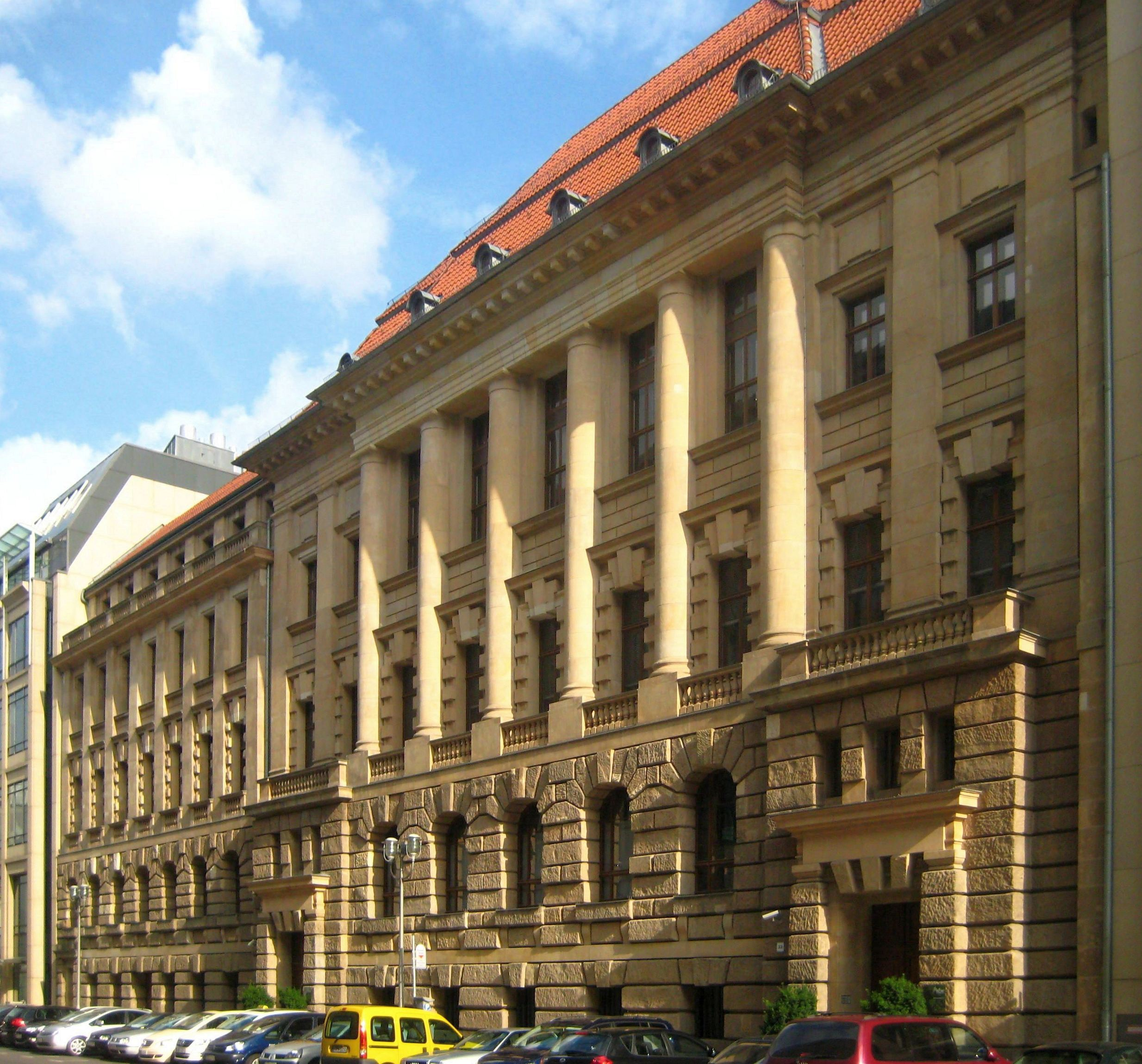
Berliner Handels-Gesellschaft, Behrenstraße 32/33

- Privatbankhaus Gebrüder Arons (Mauerstraße 34)
- Bank für Handel- und Grundbesitz
- Berliner Handels-Gesellschaft (Behrenstraße 32/33)
- Bankhaus S. Bleichröder (Unter den Linden 51–53)
- Berliner Bank AG, gegründet 1871 und 1905 mit der Commerz- und Disconto-Bank fusioniert (Behrenstraße 46)
- Commerz- und Disconto-Bank (Behrenstraße 46 Ecke Charlottenstraße 47)
- Danat-Bank (Behrenstraße 68–70),[1] 1907–1922: Nationalbank für Deutschland (s. u.)
- Delbrück, Schickler & Co. (Mauerstraße 61–65)
- Deutsche Bank (Mauerstraße 25–32 und 39–42)
- Disconto-Gesellschaft, 1929 mit der Deutschen Bank fusioniert (Behrenstraße 42–45)
- Dresdner Bank (Behrenstraße 36–39)
- Bankhaus Hardy & Co. (Markgrafen- 36 Ecke Taubenstraße 19)
- Bankhaus Magnus (Behrenstraße 46)
- Mendelssohn & Co (Jägerstraße 49/50, 51 und 52)
- Nationalbank für Deutschland (Behrenstraße 68–70), 1907–1922, ab 1922: Danat-Bank (s. o.)
- Hugo Oppenheim & Sohn, 1912 mit Sitz Unter den Linden 78, ab 1919 Pariser Platz 1
- R. Oppenheim & Sohn, 1869 in der Behrenstraße 54
- Pommersche Hypotheken-Aktienbank, ab 1905: Berliner Hypotheken-Bank (Behrenstraße 35)
- Preußische Central-Bodenkredit-AG
- Preußische Central-Genossenschaftskasse (Am Zeughaus 1/2), heute: DZ Bank
- Preußische Hypotheken-Actienbank (Dorotheenstraße 35)
- Preußische Staatsbank (Markgrafenstraße 38)
- Reichsbank
- Aktiengesellschaft A. Schaaffhausen’scher Bankverein zu Köln (Behrenstraße 21/22)

## Banken nach 1945
- Deutsche Handelsbank AG (Jägerstraße 49/50)

## Banken nach 1990
- Bankhaus Löbbecke (Behrenstraße 36)
- BBBank (Hausvogteiplatz 3/4)[2]
- Berliner Bank (Behrenstraße 36–39)
- BHF-Bank (Französische Straße 9–12)
- DekaBank Deutsche Girozentrale (Friedrichstraße 83)[3]
- Deutsche Bank (Unter den Linden 13–15)
- Deutsche Kreditbank (Taubenstraße 7–9)[4]
- Deutscher Sparkassen- und Giroverband („Sparkassenhaus“ Charlottenstraße 47)
- Dexia Kommunalbank Deutschland AG (Charlottenstraße 82)
- DZ Bank (Pariser Platz 3)
- Dresdner Bank (Pariser Platz 6, Eugen-Gutmann-Haus)
- Hypovereinsbank (Friedrichstraße 60)[5]
- IKB Deutsche Industriebank (Taubenstraße 25)[6]
- Kreditanstalt für Wiederaufbau (Charlottenstraße 33/33a)
- M. M. Warburg & CO (Behrenstraße 36)[7]
- Rheinische Hypothekenbank / Commerzbank (Pariser Platz 1, Haus Sommer)

Inzwischen (Stand: 2022) sind davon Berliner Bank, BHF-Bank, Dexia Kommunalbank und Dresdner Bank – insbesondere im Zuge von Fusionen – verschwunden, und das Gebäude der Eurohypo/Commerzbank dient der Commerzbank mittlerweile im Wesentlichen zu repräsentativen Zwecken. Parallel dazu kamen einige Neuansiedlungen hinzu – so etwa wurde der EU-Hauptsitz der britischen Großbank Lloyds Banking Group nördlich des Alexanderplatzes – im City-Quartier Dom-Aquarée, unweit des einstigen Standortes der Berliner Börse in der Burgstraße – etabliert. Zudem eröffneten mit den chinesischen Großbanken Bank of China und ICBC zwei der nach Bilanzsumme weltgrößten Banken Niederlassungen im erweiterten Berliner Bankenviertel am Leipziger und Potsdamer Platz.
Das heutige Berliner Banken-/Finanzzentrum erstreckt sich nach Teilung und Wiedervereinigung zunehmend vom Vorkriegsstandort der Berliner Börse in der Burgstraße über das Gebiet um den Alexanderplatz (zwischen Torstraße und Stralauer Straße), die historische Mitte (Unter den Linden, Friedrichstraße, Gendarmenmarkt, Pariser Platz, Leipziger Platz) und das Tiergartenviertel (Potsdamer Platz) bis hin zum Charlottenburger Banken-/Finanzviertel um den Kurfürstendamm mit der dortigen 2009 neu eingerichteten Börse Tradegate und dem Nachkriegsstandort der Börse Berlin im Ludwig-Erhard-Haus in der Fasanenstraße.
Die Unternehmen am Finanzplatz Berlin erhalten zudem „zeitgemäße“ Erweiterungsmöglichkeiten etwa im Zuge der Realisierung von (Hochhaus-)Projekten entlang der Alexanderstraße, Holzmarktstraße und der Heidestraße (Europacity), die unmittelbar an das vorhandene Bankenviertel anknüpfen und dieses mithin nach Süden/Südosten und Norden erweitern.
Der Banken-/Finanzplatz Berlin gehörte gemäß GFCI-31-Ranking von März 2022 zu den weltweit größten Aufsteigern (Verbesserung um 18 Plätze auf insgesamt Rang 42, Rang 12 beim „Wohnortwunsch globaler Talente der Finanzbranche“ und hierbei mit Abstand bestplatzierter Standort im deutschsprachigen Raum) – der Berliner Finanzplatz liegt demnach als „besonders breit und tief aufgestellter etablierter internationaler Finanzplatz“ insgesamt vor Dublin und den Finanzplätzen in Städten wie Wien, Rom, Mumbai und deutlich vor jenen in Moskau und Warschau, ist jedoch noch ein Stück entfernt von seiner Positionierung vor dem Ersten Weltkrieg, als etwa die Berliner Börse knapp hinter jener in London und gleichauf mit der in New York lag und „Die Burgstraße“ als das kontinentaleuropäische Pendant zur Wall Street/„Wallstraße“ galt.
Dem Berliner Banken-/Finanzplatz kam und kommt (wieder) – unter anderem nach Aussagen von Wissenschaftlern – „eine tragende globale Rolle als Brücke zwischen West (Westeuropa, USA) und Ost (Osteuropa, Russland, China)“ zu.